# Авраменко Петро Микитович
Петро́ Мики́тович Авра́менко (нар. 2 (15) липня 1915, с. Підставки, нині Липоводолинського району Сумської області — 5 січня 2003, Москва) — учасник Німецько-радянської війни (командир 3-го мотострілецького батальйону 45-й механізованої бригади 5-го Дніпровського механізованого корпусу 6-ї танкової армії 2-го Українського фронту, гвардії майор), Герой Радянського Союзу (1945), полковник.

## Життєпис

### Довоєнне життя
Народився в бідній селянській сім'ї. Закінчив сім класів Подолянської середньої школи, 1935 — Маловисторопський сільськогосподарський технікум. Працював дільничним агрономом в Липоводолинській МТС.
У 1937—1940 роках проходив військову службу в лавах Червоної армії. Закінчив курси молодших політруків (1940). 1941 став членом ВКП(б).

### Війна
Учасник Другої світової війни. Був політпрацівником, згодом командиром батальйону, заступником командира бригади. Воював на Західному, Південно-Західному, 2-му Українському, Забайкальскому фронтах. Був поранений і контужений.
Указом Президії Верховної Ради СРСР від 24 березня 1945 року за успішне виконання завдань командування, вміле керівництво батальйоном, особисту мужність і відвагу, проявлені в боях у період Яссько-Кишинівської операції, гвардії майору Авраменку надано звання Героя Радянського Союзу з врученням ордена Леніна та медалі «Золота Зірка» (№ 4777).
31 серпня 1944 року мотострілецький батальйон під командуванням Авраменка разом з іншими частинами та з'єднаннями вступив у столицю Румунії — Бухарест. Воював на території Угорщини, Чехословаччини, брав участь у вигнані німецьких окупантів з Праги.
24 червня 1945 року Авраменко брав участь у Параді Перемоги у Москві.

### Повоєнне життя
Після закінчення війни продовжував службу в армії.
Від 1975 року — полковник у відставці. Жив у Москві. Працював у сфері комунально-побутового обслуговування, був директором готелю. Неодноразово обирався депутатом Куйбишевської та Сокольницької районних рад. Від серпня 1981 — на заслуженому відпочинку.
Помер 5 січня 2003 року. Поховано в Москві на Ніколо-Архангельському кладовищі.

## Нагороди
- Орден Леніна.
- Орден Червоного Прапора.
- Орден Вітчизняної війни першого ступеня.
- Три ордени Червоної Зірки.
- Медалі.[які?]